# Тинн
Тинн (норв. Tinn) — коммуна в губернии Телемарк в Норвегии. Административный центр коммуны — город Рьюкан. Официальный язык коммуны — нейтральный. Население коммуны на 2008 год составляло 6066 чел. Площадь коммуны Тинн — 2044,94 км², код-идентификатор — 0826.

## История населения коммуны
Население коммуны за последние 60 лет.

Статистика коммуны Тинн